# Membrana basal

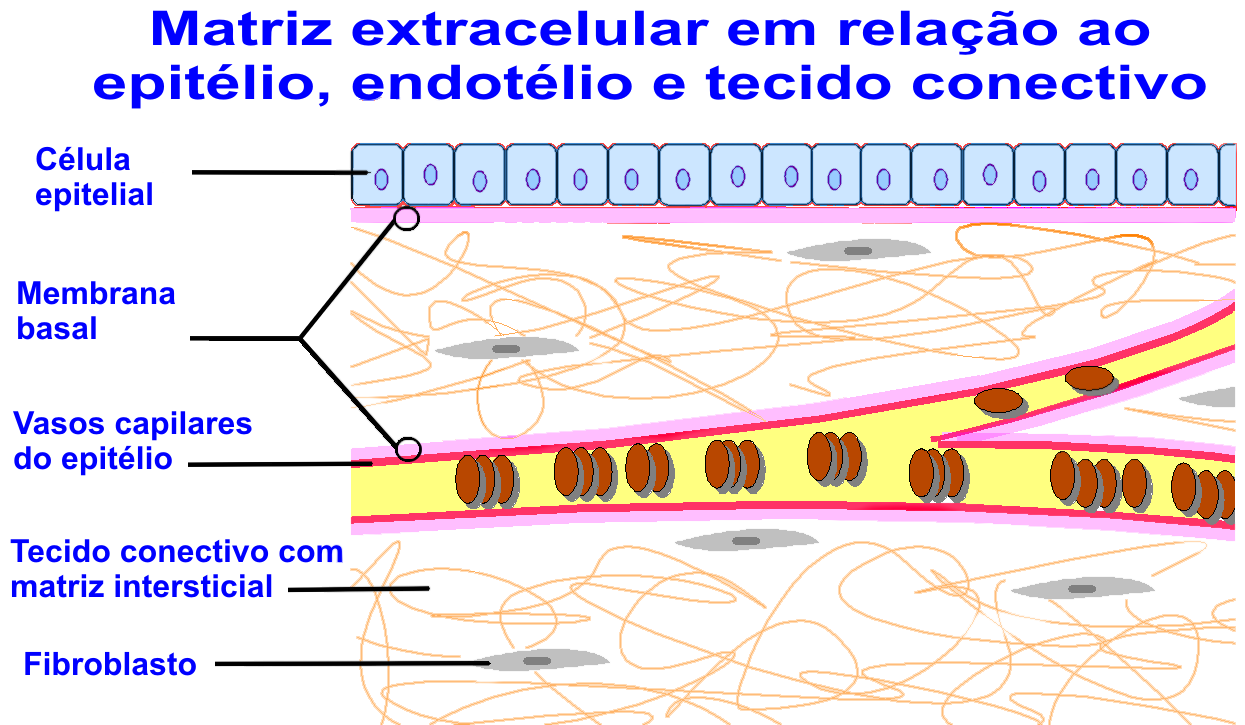
Esquema do tecido epitelial, em que se vê a membrana basal.

A membrana basal é um dos elementos da matriz extracelular com grande relevância para as células epiteliais. Ela se dispõe como um tapete molecular entre o pólo basal do estrato germinativo (células basais dos epitélios) e os elementos do tecido conjuntivo. É sintetizada cooperativamente por essas células e pelos fibroblastos do tecido conjuntivo, sendo constituída por colágeno do tipo IV, laminina e proteoglicanos associados aos matrissomos.
Esta estrutura permite a ancoragem das células epiteliais ao tecido conjuntivo, e tem importante função na seleção por dimensão e cargas, e no trânsito de moléculas e células no meio extracelular através do epitélio. A integridade das membranas basais é importante para manter a atividade funcional dos epitélios sob os quais se localizam, além de ser indispensável para a função de filtro que controla a passagem de macromoléculas e de agregados moleculares.
Ao analisar o Microscópio Eletrônico de Transmissão (MET) é possível distinguir duas regiões na composição da lâmina basal:
- Lâmina densa: formada por uma malha molecular composta de colágeno tipo IV, cujas moléculas se arranjam em uma tela à semelhança de uma grade de jardim, sendo que a eficiência de sua filtragem é proporcional ao número de telas moleculares sobrepostas, conferindo espessura variável à esta lâmina densa, diretamente relacionada com a necessidade seletiva do epitélio associado.
- Lâmina rara ou lúcida: identificada como a região entre a membrana plasmática (MP) que delimita o pólo basal das células germinativas do epitélio e a malha molecular da lâmina densa. Neste espaço projetam-se as cadeias glicídicas do glicocálice das células do epitélio, associado à moléculas de proteoglicanas do meio extracelular. Também está presente a proteína laminina, que atua como reguladora do estado de diferenciação das células epiteliais, podendo ser vista ancorada à MP ou ligada à lâmina densa, de acordo com o momento funcional da célula epitelial. Outra grande molécula aí presente é a fibronectina que atua como um grampo molecular, estendendo-se entre a MP das células epiteliais e a lâmina densa. Sua ancoragem à MP dá-se por associação às proteínas Integrinas, intrínsecas transmembrana, que atuam também como pontos de ancoragem para o citoesqueleto no lado citoplasmático.

A lâmina rara e a lâmina densa, juntas, formam a lâmina basal dos epitélios, distinta apenas ao microscópio eletrônico de transmissão.
Correlações clínicas
- Diabetes: problemas de cicatrização e circulação, às vezes somado a um engrossamento das membranas basais e mais quantidade de colágeno tipo IV e laminina.
- Deficiência de adesão leucocitária: é genético, os leucócitos precisam das integrinas para aderir-se à membrana basal e, como consequência, aparecem infecções agudas bacterianas e fúngicas de pele e mucosas.
- O grau de destruição do tecido de sustentação é um dos fatores que determinam o tipo de reparação do tecido lesionado.